# Pivovarna Fuller's
Pivovarna Fuller's (Fuller Smith & Turner) je zadnja tradicionalna družinska pivovarna v Londonu.

## Zgodovina
Pivovarna Fuller's stoji v Chiswicku, predelu zahodnega Londona, kjer že od časov Oliverja Cromwella (torej več kot 350 let) varijo pivo, sama pivovarna Fuller's pa je nastala leta 1845. Ustanovili so jo trije pivovarji: John Bird Fuller, Henry Smith and John Turner. Njihovi potomci še zmeraj aktivno delujejo v pivovarni.

## Pivovarna Fuller's in ale pivo
Za pivce je verjeto bolj zanimivo njihovo ale pivo. Ponudba vrst piva pivovarne Fuller's je širok: od klasičnega (svetlordečega) piva do temnega porterja in bledega (pale) ale-a. Piva dosegajo vsebnosti alkohola od 3,4% do 8,5%. Posebnost pivovarne je v tem, da v vsakem letnem času pripravi t. i. sezonsko pivo in ga ponudi v svojih številnih pubih. Pivovarna je znana tudi po tem, da so njena piva pobrala največ nagrad na ocenjevalnih tekmovanjih, ki jih organizira CAMRA, britanska organizacija za promocijo pravega ale piva.

## Znamke piva
Pivovarna nudi številne znamke piva. Najbolj znane so:
1. ESB (Extra Special Bitter) spada med močna bitter piva. Naslov Best Strong Ale award je to pivo osvojilo kar sedemkrat, kar je največ med vsemi pivskimi znamkami v Veliki Britaniji. Svetlordeče pivo z močnimi priokusi sadja. Vsebnost alkohola: 5,9%.
2. London Pride je najbolje prodajano premium ale pivo v Angliji. Svetlordeče pivo, ki ga znani britanski poznavalec piva Roger Protz ocenjuje kot »osupljivo kompleksno svetlo pivo glede na svojo moč«. Vsebnost alkohola: 4,7%.
3. Golden Pride je najmočnejše pivo pivovarne Fuller's, saj vsebuje 8,5% alkohola.
4. 1845 je pivo, ki se zaradi dvojne fermentacije (druga fermentacija poteka v sami steklenici zaradi vsebnosti kvasovk, ki proizvajajo CO2) najbolj približa okusu piva v sodu (točenemu pivu). Kvasovke mu dajo dodatno življenjsko dobo, tako da to pivo v steklenici zdrži 24 mesecev. Vsebnost alkohola: 6,4%.
5. Organic Honeys Dew je pivo, v celoti varjeno iz organskih sestavin in z dodatkom medu.
6. London Porter je t. i. porter (temno, skoraj črno) pivo. Sorodnik angleškega stouta s polnejšim in bolj prizemljenim okusom vsebuje 5,4% alkohola.
7. Discovery je svetlo ale pivo z nižjo vsebnostjo alkohola (4.2%).

Navedene znamke so poleg prodaje na britanskem tržišču tudi izvozni proizvod. Avtohtoni Londončani povečini prisegajo tudi na znamke, kot so: Chiswick Bitter, HSB in Seafarers.

## Fuller's-ovi pubi
Značilnost večjih angleških pivovarn je tudi v tem, da poleg proizvodnje piva upravljajo tudi s pubi. Pivovarna Fuller's ni nikakršna izjema, saj v Londonu in preostali južni Angliji poseduje preko 360 pubov. Ti so urejeni v skladu s pivovarniškimi standardi, poleg domačih pa točijo tudi tuja piva.